# 宮城県沖地震 (2011年)
2011年の宮城県沖地震（みやぎけんおきじしん）は、2011年（平成23年）4月7日23時32分に発生したマグニチュード (M) 7.2の地震。1ヶ月ほど前に発生した東北地方太平洋沖地震の余震である。プレート境界ではなく、太平洋プレート内で発生した地震（スラブ内地震）である。

## 概要
2011年4月7日23時32分43秒、宮城県沖の深さ66 kmを震源とするM7.2 (Mw7.1) の地震が発生し、宮城県仙台市（宮城野区）と栗原市で最大震度6強の揺れを観測したほか、北海道から中国地方にかけての広い範囲で震度4〜1の揺れを観測した。気象庁は、速報値では地震の規模をM7.4としていたが、後にM7.1に修正し、震源の深さも速報値の約40kmから66kmに訂正した。2011年12月以降の気象庁報道発表、及び気象庁一元処理震源リストではM7.2とされている。
気象庁は地震発生直後の23時34分に、宮城県に津波警報を、青森県太平洋沿岸、岩手県、福島県、茨城県に津波注意報を発表したが、津波は観測されず、翌8日0時55分に全て解除した。津波を予測したものの観測されなかった理由は、津波警報・注意報を発表した際に求めたマグニチュードが、最終的に求めたモーメントマグニチュードよりも少し大きかったためだと考えられる。
余震分布は南東傾斜であり、2日後の9日18時42分にM5.4（最大震度5弱）の最大余震が発生した。

## メカニズム
この地震の発震機構は、西北西－東南東方向に圧力軸を持つ逆断層型であった。この地震は、想定される宮城県沖地震と規模・範囲ともに酷似しているが、気象庁は「宮城県沖地震では深さ約40km地点を震源とするプレート境界型が想定されるのに対して、今回は震源が比較的深い太平洋プレートの内部で起きたスラブ内地震の可能性が高く、宮城県沖地震とは別物である。」とみている。また、東北大学地震噴火予知研究観測センターの海野徳仁教授も、金華山に設置されたGPSのデータから「地殻が隆起して西側にずれており、プレート境界型の地震とは逆の動きだった。宮城県沖地震の場合、東側の海底が隆起し海面が上昇することで20〜40cmの津波の発生が想定されるが、今回の地震では潮位の変化も見られなかった。2003年の宮城県沖地震と同じタイプの地震と考えられる。」との見解を述べている。

## 各地の震度
震度5弱以上の揺れを観測した地点は以下の通り。
| 震度 | 都道府県 | 観測点名 |
| ---- | -------- | --- |
| 6強  | 宮城県   | 仙台宮城野区苦竹・栗原市若柳・栗原市築館 |
| 6弱  | 岩手県   | 奥州市前沢区・奥州市衣川区・奥州市江刺区・平泉町平泉・一関市山目・一関市花泉町・一関市千厩町・一関市東山町・一関市室根町・矢巾町南矢幅・釜石市中妻町・大船渡市船渡町 |
| 6弱  | 宮城県   | 栗原市栗駒・女川町鷲神浜・大衡村大衡・利府町利府・松島町高城・東松島市矢本・塩竈市旭町・石巻市泉町・石巻市門脇・仙台宮城野区五輪・仙台若林区遠見塚・仙台青葉区大倉・宮城川崎町前川・蔵王町円田・岩沼市桜・名取市増田・大崎市古川北町・大崎市古川三日町・大崎市鹿島台・宮城美里町北浦・登米市南方町・登米市米山町・登米市迫町・登米市中田町・登米市東和町・涌谷町新町 |
| 5強  | 青森県   | 八戸市南郷区 |
| 5強  | 岩手県   | 大船渡市猪川町・一関市大東町・一関市川崎町・釜石市只越町・金ケ崎町西根・遠野市松崎町・北上市相去町・北上市柳原町・花巻市東和町・花巻市材木町・八幡平市田頭・滝沢村鵜飼・盛岡市玉山区薮川・住田町世田米・奥州市水沢区佐倉河・奥州市水沢区大鐘町 |
| 5強  | 宮城県   | 富谷町富谷・大和町吉岡・七ヶ浜町東宮浜・山元町浅生原・亘理町下小路・柴田町船岡・大河原町新南・南三陸町志津川・色麻町四竈・加美町・気仙沼市赤岩・気仙沼市笹が陣・気仙沼市本吉町・登米市石越町・登米市豊里町・東松島市小野・仙台青葉区作並・仙台青葉区雨宮・仙台青葉区落合・仙台泉区将監・宮城加美町中新田                                                             |
| 5強  | 秋田県   | 大仙市大曲花園町・大仙市刈和野・大仙市高梨・横手市大雄・秋田市雄和妙法 |
| 5強  | 福島県   | 南相馬市鹿島区・飯舘村伊丹沢・新地町谷地小屋・相馬市中村・福島伊達市保原町・田村市大越町・国見町藤田・桑折町東大隅 |
| 5弱  | 青森県   | おいらせ町中下田・階上町道仏・青森南部町苫米地・五戸町古舘 |
| 5弱  | 岩手県   | 大船渡市盛町・盛岡市山王町・盛岡市玉山区渋民・盛岡市馬場町・花巻市石鳥谷町・花巻市大迫町・紫波町日詰・普代村銅屋・久慈市川崎町・宮古市門馬田代 |
| 5弱  | 宮城県   | 仙台太白区山田・石巻市大瓜・大崎市鳴子・大崎市三本木・丸森町鳥屋・村田町村田・角田市角田・白石市亘理町 |
| 5弱  | 秋田県   | 秋田市河辺和田・仙北市西木町上桧木内・湯沢市川連町・五城目町西磯ノ目 |
| 5弱  | 山形県   | 大石田町緑町・尾花沢市若葉町・河北町谷地・中山町長崎・東根市中央・村山市中央・大蔵村清水・舟形町舟形・最上町向町・新庄市東谷地田町 |
| 5弱  | 福島県   | 福島市松木町・福島市桜木町・郡山市朝日・郡山市開成・本宮市本宮・二本松市油井・南相馬市原町区高見町・南相馬市小高区・南相馬市原町区三島町・福島伊達市前川原・福島伊達市霊山町・田村市都路町・田村市常葉町・田村市滝根町・天栄村下松本・川俣町五百田・玉川村小高・楢葉町北田・双葉町新山                                                                               |

このほか、北海道道北から広島県・島根県にかけて震度4〜1の揺れを観測した。

## 被害
この地震により、死者4人・負傷者296人の被害が生じたほか、宮城県と秋田県で火災が3件、仙台市を中心にガス漏れなどがおよそ100件発生した。住家の全壊は36棟以上、半壊は27棟以上にのぼった。東北新幹線や東北地方の在来線において架線柱が折れたり軌道が変位したりするなど、3月11日の本震後、回復に向かっていた宮城県内のライフラインや鉄道網が再びストップする事態に陥った。なお、激甚災害への指定に関しては、一般的に余震災害は本震による災害に含まれると解釈されるため、この地震単独での指定は行われていない。